# 1275
| [ Edytuj tabelę ]                          |                                                                         |
| Książę Małopolski                          | - 1243 Bolesław V Wstydliwy 1279                                        |
| Książę Wielkopolski                        | - 1239 Bolesław Pobożny 1279 - 1273 Przemysł II 1296                    |
| Król Albanii                               | - 1272 Karol I 1285                                                     |
| Król Angkoru                               | - 1244 Dżajawarman VIII 1295                                            |
| Król Anglii                                | - 1272 Edward I 1307                                                    |
| Król Aragonii i Walencji, hrabia Barcelony | - 1213 Jakub I Zdobywca 1276                                            |
| Margrabia Brandenburgii                    | - 1267 Konrad 1304 - 1267 Jan II 1281 - 1267 Otto IV 1308               |
| Książę Burgundii                           | - 1272 Robert II 1306                                                   |
| Książę Dolnej Bawarii                      | - 1253 Henryk XIII 1290                                                 |
| Książę Górnej Bawarii                      | - 1253 Ludwik II 1294                                                   |
| Cesarz Bizancjum                           | - 1261 Michał VIII Paleolog 1282                                        |
| Car Bułgarii                               | - 1257 Konstantyn Asen Tich 1277                                        |
| Cesarz Chin                                | - 1274 Song Gong 1276                                                   |
| Król Cypru                                 | - 1267 Hugo III 1284                                                    |
| Król Czech                                 | - 1253 Przemysł Ottokar II 1278                                         |
| Król Danii                                 | - 1259 Eryk Glipping 1286                                               |
| Władca Egiptu                              | - 1260 Bajbars 1277                                                     |
| Cesarz Etiopii                             | - 1270 Jykuno Amlak 1285                                                |
| Król Francji                               | - 1270 Filip III Śmiały 1285                                            |
| Król Gruzji                                | - 1271 Dymitr II Ofiarny 1289                                           |
| Hrabia Holandii                            | - 1256 Floris V 1296                                                    |
| Cesarz Japonii                             | - 1274 Go-Uda 1287                                                      |
| Kalif                                      | - 1262 Al-Hakim bi-Amr Allah 1302                                       |
| Król Kastylii i Leónu                      | - 1252 Alfons X Mądry 1284                                              |
| Patriarcha Konstantynopola                 | - 1267 Józef I Galezjota 1275 - 1275 Jan XI Bekkos 1289                 |
| Władca Korei                               | - 1274 Ch’ungnyŏl 1308                                                  |
| Wielki książę litewski                     | - 1269 Trojden 1282                                                     |
| Sułtan Maroka                              | - 1259 Abu Jusuf Jakub 1286                                             |
| Król Nawarry                               | - 1274 Joanna I z Nawarry 1284                                          |
| Król Norwegii                              | - 1263 Magnus VI Prawodawca 1280                                        |
| Hrabia Palatynatu                          | - 1253 Ludwik II Bawarski 1294                                          |
| Papież                                     | - 1271 Grzegorz X 1276                                                  |
| Król Portugalii                            | - 1248 Alfons III 1279                                                  |
| Sułtan Rumu                                | - 1265 Kaj Chusrau III 1282                                             |
| Książę Rusi halickiej                      | - 1270 Lew I 1300                                                       |
| Cesarz Rzymski (niemiecki)                 | - 1257 Alfons z Kastylii 1284 - 1273 Rudolf I Habsburg 1291             |
| Książę Saksonii                            | - 1260 Albrecht II 1298                                                 |
| Król Serbii                                | - 1243 Stefan Urosz I 1276                                              |
| Król Singasari                             | - 1268 Kertanagara 1292                                                 |
| Król Szkocji                               | - 1249 Aleksander III 1286                                              |
| Król Szwecji                               | - 1250 Waldemar Birgersson 1275 - 1275 Magnus I Birgersson Ladulås 1290 |
| Doża Wenecji                               | - 1268 Lorenzo Tiepolo 1275 - 1275 Jacopo Contarini 1280                |
| Król Węgier                                | - 1272 Władysław IV Kumańczyk 1290                                      |
| Wielki mistrz zakonu krzyżackiego          | - 1273 Hartmann von Heldrungen 1282                                     |

Rok 1275 / MCCLXXV
stulecia: XII wiek ~
XIII wiek ~
XIV wiek

lata: 1265 «
1270 «
1271 «
1272 «
1273 «
1274 «
1275
» 1276
» 1277
» 1278
» 1279
» 1280
» 1285

## Wydarzenia w Polsce
- Pierwsza wzmianka o Chojnicach.
- Pierwsza wzmianka o Chęcinach.

## Wydarzenia na świecie
- 27 października – pierwsza wzmianka o Amsterdamie.
- 14 kwietnia - Litwini pod dowództwem Trida na rozkaz księcia Trojdena zdobyli należący do księcia Lwa gród w Drohiczynie nad Bugiem i wymordowali wszystkich mieszkańców[1].

## Zmarli
- 6 stycznia – Rajmund z Penyafort, hiszpański dominikanin, współzałożyciel mercedarianów, święty katolicki (ur. 1170-1175)
- 26 lutego – Małgorzata Plantagenet, córka Henryka III Angielskiego, żona Aleksandra III Szkockiego
- 25 lipca – Ferdynand de la Cerda, syn i następca tronu Alfonsa X Mądrego (ur. 1255)